# Sclerophrys steindachneri
Sclerophrys steindachneri es una especie de anfibios anuros de la familia Bufonidae.

## Distribución geográfica y hábitat
Habita en Camerún, República Centroafricana, Chad, República Democrática del Congo, Etiopía, Kenia, Nigeria, sur de Somalia, Sudán del Sur, norte de Tanzania y Uganda; quizá en el sur de Sudán.
Su hábitat natural incluye bosques tropicales o subtropicales secos y a baja altitud, sabanas, zonas secas de arbustos, pantanos temporalmente inundadas, marismas de agua dulce, corrientes intermitentes de agua dulce, plantaciones, jardines rurales, áreas urbanas, estanques y canales y diques.
Está amenazada por la pérdida de su hábitat natural.